# Wolverine
Wolverine, geboren James Howlett, maar meer bekend als Logan, is een fictieve superheld uit de comics van Marvel Comics. Hij is al lid geweest van verschillende superheldenteams waaronder de X-Men en de Avengers. Wolverine is de Engelse naam voor het roofdier de veelvraat.
Wolverine werd bedacht door schrijver Len Wein en John Romita Sr., met wat hulp van “Incredible Hulk” tekenaar Herb Trimpe. Wolverine verscheen voor het eerst in een gastoptreden in Incredible Hulk #180-181 (oktober 1974).
Wolverine komt oorspronkelijk uit Canada. Als mutant beschikt hij over de zintuigen en reflexen van een roofdier en de mogelijkheid tot regeneratie wat hem in staat stelt te genezen van elke verwonding, hoe erg ook. Verder bezit Wolverine drie intrekbare klauwen per hand, deze klauwen maken deel uit van zijn skelet.
De sterke genezing maakte hem een geschikte kandidaat voor het Supersoldatenproject Weapon X, waarin Wolverine een operatie onderging waarbij zijn gehele skelet werd bedekt met het onverwoestbare fictieve metaal adamantium. Ook zijn klauwen kregen hierbij deze versterking.
Onder striplezers is Wolverine het bekendst vanwege zijn rol bij de X-Men. Hij kwam bij de X-Men in 1975. Wolverine was het symbool van de vele antihelden die rond die tijd hun intrede begonnen te doen in de strips. In de jaren 80 werden zijn vastberadenheid en het feit dat hij er niet voor terugdeinst geweld te gebruiken standaard karakteristieken voor antihelden. Als gevolg hiervan werd Wolverine een van de populairste X-Men personages. Hij kreeg kort daarop ook zijn eigen stripserie.
Naast in de strips is Wolverine een vast karakter in vrijwel elke X-men animatieserie, computerspel en in de drie X-Men films uit 2000, 2003 en 2006. Hij kreeg in 2009 een eigen aan de eerdere titels gelieerde film genaamd X-Men Origins: Wolverine. Acteur Hugh Jackman vertolkt Wolverine in alle vier de gevallen.
Hans Hoekman was de Nederlandse stem van Wolverine. Tegenwoordig is dit Simon Zwiers.

## Publicatiegeschiedenis
Wolverine verscheen voor het eerst op de laatste pagina van The Incredible Hulk #180, geschreven door Len Wein. Toen hij werd geïntroduceerd werd er niets vermeld over zijn verleden of afkomst, alleen dat hij een bovenmenselijke agent van de Canadese overheid was.
Wolverines tweede verschijning was in Giant-Size X-Men #1, waarin hij zich bij de X-Men aansloot. Gil Kane, die de voorkant van de strip ontwierp, gaf Wolverine hier zijn beroemde masker. Dave Crockum tekende voor het eerst Wolverine zonder zijn masker en kostuum en gaf hem zijn bekende haarstijl.
Een heropleving van de X-Men serie volgde, beginnend met Uncanny X-Men #94 (augustus 1975). Hierin werd Wolverine aanvankelijk overschaduwd door de andere personages, maar hij creëerde wel spanning binnen het team aangezien hij een oogje had op Cyclops’ vriendin Jean Grey. Na een tijdje dreigde Wolverine zelfs uit de X-men strips te worden geschreven. Hierop bedacht John Byrne het Canadese superheldenteam Alpha Flight, waar Wolverine lid van werd.
Wolverine bleef echter ook optreden in de Uncanny X-Men strips. Zijn populariteit steeg snel en hij kreeg zelfs zijn eigen vierdelige stripserie die liep van september tot december 1982. In november 1988 verscheen een vaste stripserie rond Wolverine.

### In Nederland
Wolverine dook in Nederland voor het eerst op in nummer 7 van De verbijsterende Hulk (1981), uitgegeven door Juniorpress. Na enkele optredens in de jaren 80 in met name strips van Spiderman, kreeg Wolverine in 1990 bij Juniorpress zijn eigen stripreeks. Het tijdschrift Wolverine liep van 1990 tot 2006, een totaal van 89 nummers. In 2007 nam Z-Press de rechten op Marvelstrips in Nederland over en gaf het album Wolverine - Evolution (2007) uit.

## Biografie
Wolverines geschiedenis is lange tijd een mysterie geweest. In de loop der jaren zijn er verschillende strips verschenen die Wolverines verleden vertelden. In 2001 verscheen de zesdelige stripserie Origin waarin Wolverines verleden geheel wordt onthuld.
Wolverine werd eind 19e eeuw geboren als James Howlett, de tweede zoon van de rijke grootgrondbezitters John II en Elizabeth Howlett in Alberta (Canada), een jongen van zwakke gezondheid. James werd voor het grootste gedeelte genegeerd door zijn moeder, die een tijd lang werd opgenomen na de dood van haar eerste zoon John Jr. in 1897. Het grootste gedeelte van zijn jeugd bracht hij door op de landerijen en hij had twee vrienden die bij hem op het landgoed woonden: Rose en Dog. Rose was een roodharig meisje dat naar het landgoed gehaald was om James' speelkameraadje te zijn. Dog was de zoon van de tuinman, Thomas Logan.
Thomas Logan, een alcoholist, was extreem gewelddadig tegen zijn zoon Dog. James, Rose en Dog begonnen als goede vrienden, maar tegen de tijd dat ze in de puberteit geraakten begon het misbruik door zijn vader sporen na te laten op Dog. Dog maakte avances naar Rose, die daar niet van gediend was. James liet dit weten aan zijn vader John. Als wraak vermoordde Dog het hondje van James. Dit leidde er weer toe dat Thomas Logan met zijn zoon weggestuurd werd van het landgoed.
In een dronken bui brak Thomas Logan samen met Dog in het landgoed in en probeerde Elizabeth Howlett (van wie wordt geïmpliceerd dat zij een relatie had gehad met Thomas) mee te nemen. John Howlett probeerde hem te stoppen en Thomas Logan schoot hem in koelen bloede neer. James was op dit moment net de kamer binnengekomen. Voor de eerste keer manifesteerde zijn mutatie zich en drongen de klauwen in zijn handen naar buiten. Hij vermoordde Thomas Logan en gaf Dog een krab over zijn gezicht, wat zou resulteren in drie littekens.
Elizabeth Howlett pleegde onmiddellijk zelfmoord met Thomas' pistool. Rose en James, die zich zorgen maakten om hun veiligheid, ontvluchtten het landgoed. James, klaarblijkelijk zwaar getraumatiseerd, bleek zich haast niets meer te herinneren van zijn leven op het landgoed.
Dog loog tegen de politie en de grootvader van James, bewerende dat John Howlett II en Thomas Logan waren vermoord door Rose. De grootvader van James (John Howlett I) nam Dog onder zijn hoede, aangezien de jongen geen familie meer had. Maar Dog was op dat moment al diep beschadigd en op weg een ware psychopaat te worden.
James en Rose verscholen zich in de hieropvolgende jaren in een dorpje in British Columbia waar veel gemijnd werd. James nam de naam "Logan" aan om zijn ware identiteit te verhullen, terwijl Rose deed alsof zij James' nichtje was. James' lichaam werd gehard door het werk in de mijn en zijn mutatie ontwikkelde zich verder. De elementen deden hem niets en hij leerde zelfs jagen zoals de dieren dat doen. "Logan" werd een gewaardeerd lid van de kleine samenleving door zijn harde werk en sterk gevoel voor rechtvaardigheid. Hij werd gerespecteerd door zijn collega's en zijn baas, Smitty, die een surrogaatvader voor James werd.
James werd in deze tijd verliefd op Rose, maar kon niets doen omdat de twee verondersteld werden neef en nicht te zijn. Smitty had ook gevoelens ontwikkeld voor het meisje en uiteindelijk verloofden zij zich. James accepteerde de situatie omdat hij wilde dat Rose gelukkig was.
James' grootvader, John Howlett I, voelde dat hij stervende was en vroeg de eveneens volwassen geworden Dog (die sterke gelijkenissen vertoont met Wolverines latere vijand Sabretooth) om James en Rose op te sporen zodat hij vrede met hen kon sluiten. Dog nam de opdracht aan, maar besloot voor zichzelf dat hij hen op zou sporen om James te vermoorden.
Het opsporen van James en Rose ging zo makkelijk dat aan te nemen is dat Dog een speciale gave heeft in het spoorzoeken. In de nacht dat Smitty en Rose zouden vertrekken uit het mijnstadje vond Dog James en confronteerde hem met zijn verleden en de nacht van hun beider vaders dood. De twee vochten hevig, midden op straat, en hoewel Dog fysiek sterker was werd hij uiteindelijk overmeesterd door de in woede ontstoken James. James sloeg, voor het eerst en public, zijn klauwen uit om Dog te vermoorden. Op dat moment sprong Rose echter tussen hen beiden in om James te stoppen en werd per ongeluk doorboord door de klauwen. James hield haar in zijn armen terwijl ze stierf. Daarna vluchtte hij de bossen in, en leefde velen jaren met een troep wolven in een zelf opgelegd ballingschap.
"Logan" heeft herinneringen aan een leven in Japan als Samoerai, aan een baan als agent voor de CIA en aan een wild leven in de Canadese wildernis. Tijdens het Weapon X-programma dat hij doorstond werden uitgebreide geheugenimplantaten aan hem gegeven, waardoor een gedeelte van of mogelijk al deze herinneringen vals zijn. Het is wel zeker dat hij in de Tweede Wereldoorlog Captain America ontmoette toen hij in het Canadese leger zat.
Ergens na de Tweede Wereldoorlog werd Logan meegenomen door een groep wetenschappers, geleid door dr. Cornelius, die werkten aan Weapon X. Logans skelet werd tijdens dit programma gebonden aan het onverwoestbare fictieve metaal adamantium. Wolverine wist echter te ontsnappen, en doodde in zijn vluchtpoging bijna iedereen die aanwezig was in de faciliteit. Hierna werd hij opgenomen in de organisatie Department H. Hier kreeg hij de opdracht de Hulk te stoppen die op dat moment in gevecht was met de Wendigo. Wolverine wist de Wendigo te verslaan, maar verloor van de Hulk.
Korte tijd later werd Wolverine door Professor Xavier gerekruteerd voor zijn team de X-Men. Hij bleef vooral omdat hij gevoelens ontwikkelde voor Jean Grey (ook bekend als Marvel Girl), die echter een relatie had met Cyclops. Wolverine kon hierdoor nooit goed opschieten met Cyclops. Hoewel Wolverine geleidelijk aan leerde zijn woeste instincten onder controle te houden, had hij er nog steeds geen moeite mee een vijand “voorgoed” uit te schakelen. Hij werd wel goede vrienden met Nightcrawler.
Wolverine werd in 2004 lid van de Avengers. Hij werd vooral toegelaten omdat hij bereid was grenzen te overschrijden waar andere leden liever binnen bleven.

## Krachten en vaardigheden

### Mutaties
Wolverine is een mutant. Zijn primaire mutatie is zijn verhoogde genezingsfactor. Hij kan razendsnel regenereren en genezen van voor normale mensen dodelijke verwondingen. Het maakt hem ook tot op zekere hoogte immuun voor gif en ziektes. De mate waarin Wolverine kan genezen van een wond verschilt per strip. Oorspronkelijk kon Wolverine alleen snel genezen. Later kreeg hij de gave om zelfs hele organen te regenereren.
Toen Magneto tijdelijk Wolverines adamantium van zijn botten verwijderde steeg Wolverines geneesfactor tot ongekende hoogten. Het bleek dat het adamantium in feite een zwaar gif was voor Wolverines lichaam, waardoor het grootste gedeelte van zijn genezende kracht opging aan het neutraliseren daarvan. Hij was toen zelfs in staat geheel terug te regenereren vanaf zijn skelet.
Wolverine wordt dankzij zijn geneesfactor veel minder snel oud dan een gewoon mens. Hij is in de hedendaagse strips toch al zeker over de 100 jaar oud, maar hij heeft nog de kracht en het uiterlijk van een man in de bloei van zijn leven.
Wolverine beschikt dankzij zijn mutatie eveneens over bovenmenselijke zintuigen zoals zicht, gehoor en reuk. Hij kan individuen opsporen door enkel hun geur en perfect zien in een bijna geheel verduisterde omgeving. Hij beschikt ook over bovenmenselijke kracht. Hoewel hij niet zo extreem sterk is als bijvoorbeeld de Hulk, is het bekend dat hij in staat is stalen kettingen te breken (Uncanny X-Men vol. 1 #111). Ook is zijn uithoudingsvermogen vele malen groter dan dat van een gewoon mens.
Ten slotte beschikt Wolverine over enkele roofdierachtige trekjes zoals een scherp gebit en drie klauwen aan allebei zijn handen die hij wanneer hij maar wil uit zijn handen kan laten schuiven. Deze klauwen zijn van nature gemaakt van bot en een onderdeel van zijn skelet.

### Adamantium skelet
Als onderdeel van het Weapon X project is Wolverines gehele skelet bedekt met een laag van het onverwoestbare metaal adamantium. Dit adamantium maakt zijn botten onbreekbaar en vergroot de efficiëntie van de klappen die Wolverine uitdeelt. Ook Wolverines klauwen zijn bedekt met adamantium, waardoor ze door vrijwel alles heen kunnen snijden.
Eenmaal verloor Wolverine zijn adamantium skelet door toedoen van Magneto. Dit kostte hem bijna zijn leven. Later gaf de mutant Apocalypse Wolverine zijn adamantium skelet terug nadat hij hem uitkoos als een van zijn ruiters.

### Vaardigheden en persoonlijkheid
Tijdens zijn reizen rond de wereld heeft Wolverine veel vechtsporten geleerd, vooral in Japan. Hij is een meester in zowel gewapende als ongewapende gevechten. Hij is vooral bedreven in het gebruik van de katana. Verder kan hij veel wapens hanteren, zowel ouderwetse als moderne.
Vanwege zijn tijd in de wildernis en zijn mutatie komt Wolverine tijdens gevechten vaak in een zogenaamde “berserker state” terecht. In deze vorm is hij in feite niets meer dan een hersenloos dier. Hoewel hij dit deel van zichzelf haat, heeft het al meerdere malen zijn leven gered. In gevechten is hij vaak erg bruut en deinst er niet voor terug zijn tegenstanders af te maken.
In het dagelijks leven is Wolverine echter bijzonder intelligent. Door zijn lange leven heeft hij al veel kennis opgedaan rondom de hele wereld. Hij spreekt dan ook veel vreemde talen waaronder Japans, Russisch, Chinees, Spaans en zelfs een beetje Frans en Duits.

## Ultimate Wolverine
In de Ultimate Marvel strips was Wolverine oorspronkelijk een huurmoordenaar in dienst van Magneto en zijn Brotherhood of Mutants. Hij wordt erop uitgestuurd om Charles Xavier te vermoorden. Eenmaal binnengedrongen in de X-Men school ontmoet hij Jean Grey en wordt meteen verliefd op haar. Hij vergeet zijn missie en sluit zich aan bij de X-Men.
In het begin gedraagt hij zich nog erg onbeschoft, maar later begint hij meer te doen voor zijn teamgenoten.

## Film
Wolverine wordt vertolkt door Hugh Jackman. Het personage was te zien als een van de hoofdrollen in de filmserie van X-Men, daarnaast kreeg hij ook meerdere alleenstaande films. Jackman was eigenlijk te lang voor de rol, daarom moesten de andere acteurs op verhogingen staan om Hugh kleiner te doen lijken. Toch werd de manier waarop hij Wolverine neerzette positief ontvangen door fans van de films en strips. Het personage is onder andere te zien in de volgende live-action films:
- X-Men (2000)
- X2: X-Men United (2003)
- X-Men: The Last Stand (2006)
- X-Men Origins: Wolverine (2009)
- X-Men: First Class (2011) - cameo
- The Wolverine (2013)
- X-Men: Days of Future Past (2014)
- X-Men: Apocalypse (2016)
- Logan (2017)
- Deadpool 2 (2018, verwijderde beelden)
- Deadpool & Wolverine (2024)

Wolverine speelt verder mee in de animatiefilm Hulk Vs.

### Biografie in de films

#### X-Men Origins: Wolverine
Wolverine is geboren als James Howlett. Als Thomas de stiefvader van Logan James vermoordt, vermoordt Logan Thomas uit wraak. Hij vlucht met zijn halfbroer Victor (Sabretooth) de bossen in.
Samen met zijn broer vecht hij mee in de Amerikaanse Burgeroorlog, de Eerste en Tweede Wereldoorlog en de Vietnamese Oorlog. Daar worden ze gevangengenomen. William Stryker wil ze in zijn Team X opnemen voor speciale opdrachten. Team X bestaat uit Agent Zero, Deadpool, Blob, Bolt en Kestrel. James, beter bekend als Logan, verlaat de groep omdat hij geen mensen wil vermoorden.
Zes jaar later gaat hij samen met Kayla Silverfox in een berghut wonen en wordt houthakker. Als Kayla wordt vermoord door de beledigde Sabretooth gaat Logan achter Stryker aan. Hij doet mee aan het Project Weapon X en hij krijgt een adamantium skelet zodat hij Sabretooth aan kan. Logan, die de naam Wolverine heeft gekozen, ontsnapt uit het lab en vermoordt onderweg Agent Zero. Hij gaat naar Kestrel en Blob voor informatie over waar ze de andere mutanten gevangen houden. Ze sturen hem door naar Gambit, die van het eiland was ontsnapt.
Gambit brengt hem naar het eiland. Daar komt hij Kayla Silverfox weer tegen, die nog leeft. Ze vertelt dat ze onder druk stond en hem daarom heeft bedrogen. Samen bevrijden ze de andere mutanten. Hij raakt op het eiland in gevecht met Weapon XI, en samen met Sabretooth verslaat hij hem. Kayla Silverfox is gewond door een kogel en overlijdt op het eiland. Wolverine wordt door zijn hoofd geschoten door Stryker met speciale (adamantium) kogels, en daardoor is hij zijn geheugen kwijt. Gambit probeert hem nog van alles te laten herinneren, maar het werkt niet. Logan gaat vanuit het eiland zijn eigen weg.

#### X-Men
Ongeveer vijftien jaar later verdient Wolverine zijn geld met kooigevechten. Daar komt hij een meisje genaamd Rogue tegen. Ze gaat met hem mee, maar onderweg komt Wolverine in een gevecht met Sabretooth. Sabretooth slaat Wolverine bewusteloos en wil hem doden, maar op dat moment komen twee andere mutanten, genaamd Cyclops en Storm, hem redden. Hij wordt naar de school van Professor X gebracht.
Professor X belooft hem meer te vertellen over zijn verleden als hij bij de X-Men blijft. Wolverine komt vaak in conflicten met Cyclops omdat hij flirt met zijn vriendin Jean Grey. Rogue wordt met een list naar Magneto, een gevaarlijke slechte mutant, geleid.
Wolverine gaat samen met Cyclops en Storm Rogue bevrijden in het Vrijheidsbeeld waar Magneto haar gevangen houdt. Daar komen ze in gevecht met Mystique, Toad en Sabretooth. Ze verslaan de slechten en bevrijden Rogue.
Professor X geeft Wolverine een hint om naar het Alkalimeer te gaan. Wolverine vertrekt met Cyclops' motor en belooft om terug te komen.

#### X-Men 2: X-Men United
- Voorverhaal

Onderweg naar het Alkalimeer komt hij Sabretooth weer tegen. Ze komen in een gevecht maar Wolverine komt erachter dat hij eenzelfde naambordje heeft als hijzelf. Ze praten er samen over en komen erachter dat ze een verleden samen hebben, maar dat ze die beiden niet meer kunnen herinneren. Ze worden gevangengenomen door Stryker, maar dankzij Sabretooth ontsnapt Wolverine.
- Film

Wolverine gaat naar het Alkalimeer en vindt niets meer dan een kapotte oude fabriek. Hij gaat terug naar de school. Hij moet op de school passen omdat Professor X en Cyclops naar de gevangenis van Magneto gaan. Die nacht wordt de school aangevallen door soldaten van Stryker. Wolverine doodt vele soldaten en vlucht samen met Iceman, Rogue en Pyro naar Iceman zijn huis. Daar worden ze omsingeld door politieagenten en blaast Pyro alles op. Ze worden gered door Storm, Jean Grey en de Nightcrawler die in de X-Jet zitten.
Magneto en Mystique willen samenwerken met de X-Men om Stryker tegen te houden die alle mutanten dood wil hebben. Ze werken samen en breken in bij het lab van Stryker. Daar komt Wolverine oude gaten in de muur tegen die hij zelf heeft gemaakt. Hij komt in gevecht met Lady Deathstrike en vermoordt haar. Ze bevrijden Professor X en Cyclops en vluchten weg. Pyro gaat met Magneto mee. De dam breekt door en het vliegtuig werkt niet meer, Jean Grey gaat uit het vliegtuig en houdt het water tegen terwijl ze tegelijkertijd het vliegtuig laat opstijgen. Daarna verdwijnt ze in het water.

### X-Men: The Last Stand
Wolverine traint in een simulatie samen met Storm, Iceman, Rogue, Colossus en Shadowcat. Ze vechten tegen een Sentinel. Wolverine schakelt hem uit samen met Colossus.
Later worden Wolverine en Storm door Professor X naar het Alkalimeer gestuurd omdat er iets aan de hand is met Cyclops. Ze vinden alleen de bril van Cyclops en een bewusteloze Jean. Ze nemen Jean mee naar de school. Jean is echter veranderd in de Dark Phoenix en valt Wolverine aan.
Jean vlucht naar haar oude huis. Wolverine, Professor X en Storm volgen haar. Wolverine komt in gevecht met Juggernaut en Storm met Callisto. Professor X wordt vermoord door Jean.
Wolverine zoekt Jean op in een bos waar Magneto een vergadering houdt met De Brotherhood of Mutants. Daar komt hij in gevecht met een paar mutanten waaronder Spike. Hij doodt Spike en de anderen en vindt uit dat Magneto Alcatraz gaat aanvallen, omdat daar een middel is waar mutanten 100% menselijk van kunnen worden.
Wolverine, Storm, Shadowcat, Iceman, Beast en Colossus vechten tegen Magneto en zijn troepen op Alcatraz. Wolverine doodt daar vele slechte mutanten. Daarna maakt hij samen met Colossus en Beast een plan om Magneto onschadelijk te maken, wat ook lukt.
Daarna gaat hij naar Jean omdat ze anders alles vernietigt met haar krachten. Uiteindelijk vermoordt hij haar omdat ze anders alles verwoest.

### The Wolverine
The Wolverine vindt plaats in het hedendaagse Japan. In deze film is Wolverine voor het eerst in zijn leven kwetsbaar en wordt hij lichamelijk en geestelijk zwaar op de proef gesteld. Niet alleen door het dodelijke staal van de Samoerai, maar ook door zijn innerlijke gevecht tegen onsterfelijkheid.

#### Marvel Cinematic Universe
In de derde Deadpool film Deadpool & Wolverine uit 2024 verschijnt James Howlett / Logan / Wolverine voor het eerst in het Marvel Cinematic Universe. Wederom wordt hij hierin weer gespeeld door Hugh Jackman. Hierin is hij samen met Deadpool het hoofdpersonage van de film.
Jackman speelt in deze film ook alternatieve varianten van Logan / Wolverine zoals Weapon X en Patch. Henry Cavill, die alle lange tijd de favoriete keuze voor de Wolverine rol in het Marvel Cinematic Universe was van fans, verschijnt ook als Logan / Cavillrine.

## Overige Wolverine's
- Wolverine (Akihiro) aka Daken/Dark Wolverine - (zoon van James Howlett)
- Albert - Een robot gebouwd door Donald Pierce
- Wolverine dubbelganger uit de "Infinity War"
- Wolverine (Skrull) uit "Secret Invasion"

### Gevechten
Hij heeft vele mutanten gedood:
- Agent Zero
- Lady Deathstrike
- Een Sentinel (robot in een simulatie)
- Spike
- Dark Phoenix
- Een paar Mutanten in het bos van de bijeenkomst van Magneto
- Vele Mutanten tijdens de strijd op Alcatraz

Hij heeft ook vier oorlogen meegevochten
- Amerikaanse Burgeroorlog
- Eerste Wereldoorlog
- Tweede Wereldoorlog
- Vietnamese Oorlog

Ook vele soldaten zijn door hem gedood:
- Tijdens de inval van de school van Professor X.

## Wolverine in andere media

### Televisie
- Wolverine verscheen voor het eerst in de animatieaflevering Pryde of the X-Men. Deze aflevering had het begin moeten zijn van een animatieserie, maar die ging niet door.
- Wolverine verscheen in de animatieserie X-Men in 1992, waar hij de leider was van het verzet tegen de Sentinels in de Days of Future Past-tijdlijn. Zijn stem werd gedaan door Cathal J. Dodd. Deze versie van Wolverine verscheen ook in twee afleveringen van Spider-Man: The Animated Series.
- In de animatieserie X-Men: Evolution (2000-2003 ) is Wolverine een man wiens verleden een mysterie is. Hij traint de X-Men-tieners in Xaviers school. Zijn stem wordt gedaan door Scott McNeil.
- Wolverine is een vast personage in de serie Wolverine and the X-Men, waarin hij de X-Men moet leiden na de verdwijning van Professor X.
- Wolverine is een vast personage in de serie The Super Hero Squad Show.
- Wolverine speelt een rol in de televisieseries Ultimate Spider-Man en Hulk and the Agents of S.M.A.S.H.. De Nederlandse stem van Wolverine wordt hierbij ingesproken door Simon Zwiers.

### Games
- Wolverine is in Tony Hawk's Pro Skater 3 een vrijspeelbaar personage
- Wolverine is speelbaar in X-men 3: the official game
- Wolverine is speelbaar in X-men legends 1 & 2
- Wolverine is speelbaar in X-men 2: Mutant Academy (PSX)
- Wolverine is speelbaar in Marvel Ultimate Alliance (PS2, XBOX, PC)
- Wolverine is speelbaar in X-men Origins: Wolverine (PS3, Xbox 360, Wii, NDS, PSP)
- Wolverine is het hoofdpersonage in het Gameboy Color-spel Wolverine's rage
- Wolverine is bespeelbaar in zijn normale kleren en in zijn normale kostuum op Marvel Nemesis: Rise of the imperfects
- Wolverine is bespeelbaar in Capcon vs Marvel 3
- Wolverine is bespeelbaar in Lego Marvel superheroes
- Wolverine is bespeelbaar in Marvel Contest of Champions
- Wolverine was bespeelbaar in Fortnite Seizoen 4, Chapter 2.